# Prestonia bahiensis
Prestonia bahiensis är en oleanderväxtart som beskrevs av Müll. Arg.. Prestonia bahiensis ingår i släktet Prestonia och familjen oleanderväxter. Inga underarter finns listade i Catalogue of Life.